# セクシュアル・アイデンティティ
セクシュアル・アイデンティティまたはセクシャル・アイデンティティ（英語: sexual identity）は、他者に対する恋愛的または性的魅力に関する自己認識を指すが、相互に排他的ではなく、恋愛的アイデンティティとは異なる場合がある。セクシャル・アイデンティティは、性的指向アイデンティティ（せいてきしこうアイデンティティ、英語: sexual orientation identity）を指すこともある。これは、人々が性的指向を同一視または非同一視する場合、または性的指向を同一視しないことを選択する場合である。セクシャル・アイデンティティと性行動は性的指向と密接に関連しているが、区別されている。アイデンティティ（自己同一性）は個人における自分自身の概念を指し、行動は個人が行う実際の性行為を指し、性的指向は異なる性別またはジェンダー、同じ性別またはジェンダー、両性や複数あるいはいかなるジェンダーの人々に対しても感じる恋愛的または性的な魅力を指す。
セクシャル・アイデンティティの歴史的モデルは、セクシャル・アイデンティティの形成を性的少数者のみが経験する過程とみなす傾向があったが、より現代的なモデルは、その過程をより普遍的なものとして捉え、他の主要なアイデンティティ理論や過程のより広範囲内でセクシャル・アイデンティティを提示しようと試みている。

## 定義とアイデンティティ
セクシュアル・アイデンティティは、性的自己概念を反映する個人のアイデンティティの構成要素であると説明されている。それぞれのアイデンティティ要素（道徳的、宗教的、民族的、職業的）をより大きな全体的なアイデンティティに統合することは、アイデンティティの多次元構造を発展させる過程に不可欠である。
セクシュアル・アイデンティティは個人の人生を通じて変化する可能性があり、生物学的性別、性的行動、実際の性的指向と一致する場合もあれば、一致しない場合もある。社会セクシュアリティ組織による1990年の調査では、同性愛にある程度の魅力を感じたと報告した女性の16%と男性の36%だけが同性愛者または両性愛者としてのアイデンティティを持っていた。
セクシュアル・アイデンティティは、性的指向よりも性的行動と密接に関連している。同調査では、同性愛者または両性愛者としてのアイデンティティを持つ女性の96％と男性の87％が、同性の誰かと性行為をしたことがあったのに対し、同性に魅力を感じた女性は32％、男性は43％だったことが判明した。この結果を検討して、同団体は「同性愛者または同性愛者としての自己認識の発達は、心理的および社会的に複雑な状態であり、この社会では、多くの場合、かなりの個人的な葛藤や自信喪失を伴いながら、時間をかけてのみ達成されるものである。社会的不快感は言うまでもない。」とコメントした。

## 参照
1. 1 2  Reiter L (1989). “Sexual orientation, sexual identity, and the question of choice”. Clinical Social Work Journal 17 (2):  138–50. doi:10.1007/BF00756141. Archived March 10, 2022, at the Wayback Machine.
2. ↑  Diamond, Lisa M. (January 2003). “What does sexual orientation orient? A biobehavioral model distinguishing romantic love and sexual desire”. Psychological Review 110 (1):  173–192. doi:10.1037/0033-295x.110.1.173. ISSN 0033-295X. PMID 12529061.
3. ↑  “Appropriate Therapeutic Responses to Sexual Orientation”.  American Psychological Association. pp. 63, 86 (2009年). 2013年6月3日時点のオリジナルよりアーカイブ。2015年2月3日閲覧。 “Sexual orientation identity—not sexual orientation—appears to change via psychotherapy, support groups, and life events.”
4. ↑  Dillon, F. R., Worthington, R. L., & Moradi, B. (2011). Sexual identity as a universal process In S. J. Schwartz, K. Luyckx, & V. L. Vignoles (Eds), Handbook of identity theory and research (Vols 1 and 2), (pp.649-670). New York, NY: Springer Science + Business Media
5. ↑  Luyckx, K., Schwartz, S. J., Goossens, L., Beyers, W., & Missotten, L. (2011). Processes of personal identity formation and evaluation. In S. J. Schwartz, K. Luyckx, & V. L. Vignoles(Eds), Handbook of identity theory and research (Vols 1 and 2) (pp.77-98). New York, NY: Springer Science + Business Media
6. ↑  Sinclair, Karen, About Whoever: The Social Imprint on Identity and Orientation, NY, 2013 ISBN 9780981450513
7. ↑  Rosario, M.; Schrimshaw, E.; Hunter, J.; Braun, L. (2006). “Sexual identity development among lesbian, gay, and bisexual youths: Consistency and change over time”. Journal of Sex Research 43 (1):  46–58. doi:10.1080/00224490609552298. PMC 3215279. PMID 16817067.
8. ↑  Ross, Michael W.; Essien, E. James; Williams, Mark L.; Fernandez-Esquer, Maria Eugenia. (2003). “Concordance Between Sexual Behavior and Sexual Identity in Street Outreach Samples of Four Racial/Ethnic Groups”. Sexually Transmitted Diseases (American Sexually Transmitted Diseases Association) 30 (2):  110–113. doi:10.1097/00007435-200302000-00003. PMID 12567166.
9. 1 2  Laumann, Edward O. (1994). The Social Organization of Sexuality: Sexual Practices in the United States. en:University of Chicago Press. pp. 298–301. ISBN 9780226470207.  オリジナルのNovember 13, 2020時点におけるアーカイブ。 2020年10月20日閲覧。